# 스튜디오 뿌리
스튜디오 뿌리(Studio PPURI)는 대한민국의 애니메이션 제작사이다. 2015년 설립됐으며 서울시 구로구에 위치한다. 광고, 비디오 게임, 애니메이션 등 각종 산업에서 주로 2D 애니메이션 제작에 참여한다.

## 역사
스튜디오 뿌리는 2015년 6월 23일 창업했다. 공동설립자 김상진과 최인승을 포함한 초기 구성원은 과거 《아바타: 아앙의 전설》, 《코라의 전설》 《레스톨 특수 구조대》, 《저스티스 리그》, 《몬스터》 등 2D 셀 애니메이션에 참여했던 경력감독 및 애니메이터들이 포진했다. 설립 후 비디오 게임 홍보용 애니메이션 영상들을 제작했다.
2023년 11월, 인터넷 커뮤니티를 중심으로 뿌리가 제작한 넥슨의 비디오 게임 《메이플스토리》 홍보 영상에서 등장인물이 남성의 작은 성기 크기를 집게모양 손짓으로 비하한다는 의혹이 제기됐다. 메이플스토리 운영측은 11월 26일 주장이 제기된 엔젤릭버스터 캐릭터 영상을 비공개하고 사과했다. 이후 뿌리가 관여한 다른 넥슨 게임 영상들에도 남성혐오가 있다는 주장이 퍼졌으며 각 게임의 운영진이 이에 반응해 사과문을 공지했다. 뿌리는 11월 26일 SNS를 통해 물의를 빚은 점을 반성하며 작업수정을 원한다는 사과문을 게시했다. 11월 27일, 인터넷 여론에서 여성주의 발언을 한다고 지목받은 직원을 퇴사조치하겠다는 제2 차 사과문을 게재했으나 당일 삭제했다.
집단항의 중 스튜디오 뿌리 애니메이터 신상이 유포되고 외부인이 사무실을 불시에 방문하고 촬영하는 등 해당 기업 직원들을 향한 사이버 폭력 및 과잉접근행위가 발생했다. 언론 취재과정에서 여성주의를 표방하는 직원이 고의로 남성혐오표현을 삽입했다는 인터넷 음모론과는 달리 해당 직원은 《메이플스토리》를 포함한 논란장면 콘티에 관여한 바가 없는 것으로 밝혀졌다. 2023년 12월 6일, 스튜디오 뿌리는 디스이즈게임 취재에서 이전 입장을 뒤집고 남자의 작은 성기를 얕게보는 집게손을 일부러 넣은 적이 없다는 주장을 원화자료와 함께 제기했다. 해당 성명에서 독자의 의견을 수렴하겠다는 입장을 내놨으며 이후 12월 20일 이메일을 통해 추가제보된 집게손 유사포즈들에 대해서도 해명했다.

## 작품
다음은 스튜디오 뿌리가 제작, 협력 및 관여한 작품 목록이다.

### 비디오 게임
여러 해에 걸쳐 참여한 작품은 첫 연도만 표기한다.
| 연도 | 제목                     | 각주   |
| ---- | ------------------------ | ------ |
| 2016 | 던전앤파이터             |        |
| 2016 | 에픽세븐                 | [ 16 ] |
| 2016 | 나이츠 크로니클          |        |
| 2016 | 사이퍼즈                 |        |
| 2017 | 워 오브 크라운           |        |
| 2018 | 얼티밋 스쿨 (비인학원)   | [ 4 ]  |
| 2018 | 제5인격                  |        |
| 2018 | 리그 오브 레전드         |        |
| 2019 | 페리아 연대기            |        |
| 2019 | 제2의 나라: Cross Worlds |        |
| 2023 | 이터널 리턴              | [ 17 ] |

### 애니메이션
| 연도 | 제목             | 각주 |
| ---- | ---------------- | ---- |
| 2024 | 나 혼자만 레벨업 |      |